# زمین‌لرزه ۱۹۷۶ شیلی
زمین‌لرزه شیلی  در تاریخ ۳۰ نوامبر ۱۹۷۶ میلادی، برابر با ‎۹ آذر ۱۳۵۵، ساعت ۰:۴۰:۵۷ به زمان یوتی‌سی در شیلی رخ داد. ژرفای این زلزله ۷۴٫۴ کیلومتر بود، و بزرگی آن ۷٫۵ در مقیاس Mw اعلام شده‌است. زمین‌لرزه به وقت محلی در روز دوشنبه، ساعت ۲۰ روی داده و منطقه زمانی آن یوتی‌سی -۴ بوده‌است (با لحاظ تغییر ساعت تابستانی).
سازمان زمین‌شناسی آمریکا نیز رومرکز این زمین‌لرزه را در مختصات ۲۰°۳۱′۱۲″جنوبی ۶۸°۵۵′۰۸″غربی / ۲۰٫۵۲°جنوبی ۶۸٫۹۱۹°غربی و ژرفای آن را در ۸۲ کیلومتر گزارش کرده‌است. بزرگی برگزیدهٔ این سازمان از میان بزرگیهای محاسبه‌شدهٔ مختلف ۷٫۳ در مقیاس ریشتر بوده و از دید اثر، در میان چهار دسته‌بندی «نامحسوس»، «محسوس»، «زیان‌آور» یا «با تلفات»، زلزله را «با تلفات» اعلام کرده‌است.
پروژهٔ «تنسور گشتاور مرکزوار» زاویه‌های (راستا، شیب، ریک) گسل سازندهٔ زمین‌لرزه و صفحه عمود بر آن را (°۱۸۱، °۲۷، °۷۳-) یا (°۳۴۲، °۶۴، °۹۹-) و نوع گسل را «عادی» فرارسانده‌است.
شمار کشتگان زلزله حدود ۱ نفر بوده‌است.تعداد زخمیان ۱۳ نفر برآورده شده‌است.